# 〈라지온!〉스페셜!
〈라지온!〉스페셜!은 2010년 2월 24일부터 포니 캐니언에서 발매된 라지온! Web 라디오의 일련의 라디오 CD이다.

## 개요
- TBS 계열 TV 애니메이션 '케이온!'의 Web 라디오인 '라지온!'의 CD 특별판으로 발매되었다.
- '케이온!'과 '라지온!'에서의 활동을 돌아보는 총집편적 구성으로 되어있다.
- Vol.1에는 퍼스널리티들의 악기 연습곡으로 만들어진 '렛츠 고'의, 아즈사가 추가된[1] 5인 버전의 Remix 곡이 수록되었다.
- Vol.2에는 방과 후 티타임의 담당 성우 5명에 의한 푹신푹신 시간과 내 사랑은 호치키스의 스튜디오 퍼포먼스가 수록되어있다.
- 가사 카드에는 '라지온! 용어집'이라고 이름 붙여진 '라지온!'의 에피소드 해설집이 기록되어 있다.

## CD

### Vol.1
2010년 2월 24일에 발매되었다.
수록 내용
1. '라지온!' 스페셜 Vol.1 스타트! [18:11]
2. '케이온!' 인트로 퀴즈! [28:54]
3. '라!' '지!' '오!' '은!' 노도의 26연발 [7:10]
4. '라지온!' 편지 코너 스페셜! [16:26]
5. '렛츠 고' (유이·미오·리츠·무기·아즈사 Mix) [4:09]
작사 : KANATA, 작·편곡 : Tom-H@ck
보컬 : 사쿠라고교 경음악부[2]

퍼스널리티
토요사키 아키, 히카사 요코, 사토 사토미, 코토부키 미나코
게스트
타케타츠 아야나

### Vol.2
2010년 3월 17일에 발매되었다.
수록 내용
1. '라지온!' 스페셜 Vol.2 스타트! [4:46]
2. 활동 보고 스페셜! [37:39]
★첫 악기!
★첫 연습곡(제 4회에서 전달)!
★연습곡(제 9회에서 전달)!
★첫 '푹신푹신 시간'(제 12회에서 전달)!
★푹신푹신 시간(제 17회에서 전달)!
★노래 특훈!
★'라지온!' 공개녹음 '로쿠온!'!
★라이브 이벤트 ~렛츠 고!~ 대 감상대회!
3. 오랜만의 스튜디오! [10:03]
★푹신푹신 시간
작사 : 아키야마 미오, 작·편곡 : 마에자와 히로유키
보컬 : 히라사와 유이, 코러스 : 아키야마 미오
★내 사랑은 호치키스
작사 : 이나바 에미, 작곡 : 후지스에 미키, 편곡 : 핫고쿠 하지메
보컬 : 히라사와 유이, 아키야마 미오
4. 엔딩 [3:08]

퍼스널리티
토요사키 아키, 히카사 요코, 사토 사토미, 코토부키 미나코
게스트
타케타츠 아야나

## 같이 보기
- 케이온!